# Луис Монтенегро
Луис Филипе Монтенегро Кардозо де Морајз Естевез (рођен 16. фебруара 1973) је португалски политичар, адвокат, премијер Португала од 2024. године и председник Социјалдемократске партије (ПСД) који води 24. уставну Владу.
Био је припадник Скупштине Републике из Авеира од 2002. до 2018, водећи парламентарну групу своје странке између 2011. и 2017. Након што је поражен од стране Руа Рија у својој странци 2020. године, победио је против Јорге Мореира да Силва и постао председник ПСД-а.
Под вођством Монтенегра, ПСД је достигао договор са странком ЦД-оком и формирао Десну демократску алијансу у центру у портружним законодавним изборима 2024. године. Демократски савез је узео највише места на изборима са 80 и још две од Социјалистичке партије. Постављен је за премијера од стране председника Марсела Ребело де Созе водећи 24. уставну владу, владу коалиционе мањине.

## Биографија

### Образовање и локална политика
Рођен је у Портоу и одрастао у Еспињу, у округу Авеиро. Дипломирао је на Правном факултету Порто на Католичком универзитету у Португалу и постао адвокат, као његов отац и деда. Био је председник Социјалдемократске омладине у Еспињу од 1994. до 1996. године. Радио је у градском савету од 1997. до 2001, а на изборима за градоначелника је изгубио 2005. од Хосеа Мотеа Социјалистичке партије (ПС) за 45% до 38 % маргина.

### Скупштина Републике
Године 2002. је изабран у Скупштину Републике за Авеиро. Постао је заменик лидера парламентарне групе ПСД-а Мегела Македа 2010. и добио је 86% гласова да води групу у јуну 2011. након што је члан ПСД-а Педро Пасос Коељо изабран за премијера.
Ране године вођства Монтенегра поклопиле су се са европском интервенцијом тројке да би се бавила финансијским кризом. Критикован је у јануару 2014. због реченице „живот народа није бољи, али живот земље је много бољи”. Фебруара 2018. је напустио парламент након пораза Пасоса Коеља и упозорења да се ПСД не би требао претворити у новог лидера „групу пријатеља Руа Рија”.

### Вођа ПСД-а
Јануара 2020. је био кандидат у изборима за лидерство ПСД-а, изазов Рију. Током кампање, Рио је напао Монтенегро због слободног зидања. У другом кругу, Рио је победио са 53,2% гласова.
Рио је поднео оставку након лоше перформансе ПСД-а у португалским законодавним изборима 2022. године. Монтенегро је био прва особа која је ставила себе напред за изборе за руководство странке, на којима се борио против бившег министра Хорхе Мореира да Силве. Монтенегро је победио са 72,47% гласова, победивши свог противника у сваком округу.
Под вођством Монтенегра, ПСД је достигао договор у јануару 2024. године са ЦД-овима за предизборну алијансу, јер су касније те године настојали да ојачају своје шансе да освоје националне изборе касније те године. Демократски савез је узео највише седишта на изборима са 80, два више од ПС-а.
Дана 21. марта 2024. године, председник Марсело Ребело де Соза је Монтенегру формално издао позив да формира владу. Затим је представљена и одобрена нова влада, а председник је 28. марта одобрио.

### Премијер Португала
Монтенегро је положио заклетву као премијер Португала 2. априла 2024. на церемонији у Националној палати Ајуда у Лисабону. Пре полагања функције, Монтенегро је обећао да ће управљати мањинском владом уместо да формира коалицију са десничарском популистичком партијом Чега.

#### Састав Владе
| Дужност                                            | Министар                       | Странка   | Почетак мандата | Крај мандата |
| -------------------------------------------------- | ------------------------------ | --------- | --------------- | ------------ |
| Премијер                                           | Луис Монтенегро                | ПСД       | 2. априла 2024  | На дужности  |
| Министар државе и иностраних послова               | Пауло Рангел                   | ПСД       | 2. априла 2024  | На дужности  |
| Министар државе и финансија                        | Јоакуим Миранда Сарменто       | ПСД       | 2. априла 2024  | На дужности  |
| Министар Председништва                             | Антонио Лејтао Амаро           | ПСД       | 2. априла 2024  | На дужности  |
| Помоћник министра и за територијалну кохезију      | Мануел Кастро Алмејда          | ПСД       | 2. априла 2024  | На дужности  |
| министар парламентарних послова                    | Педро Дуарте                   | ПСД       | 2. априла 2024  | На дужности  |
| Министар народне одбране                           | Нуно Мело                      | ЦДС-НС    | 2. априла 2024  | На дужности  |
| Министар правде                                    | Рита Јудике                    | Независан | 2. априла 2024  | На дужности  |
| министар унутрашње управе                          | Маргарида Бласко               | Независан | 2. априла 2024  | На дужности  |
| Министар просвете, науке и иновација               | Фернандо Алекандре             | Независан | 2. априла 2024  | На дужности  |
| Министар здравља                                   | Ана Паула Мартинс              | ПСД       | 2. априла 2024  | На дужности  |
| Министар за инфраструктуру и становање             | Мигуел Пинто Луз               | ПСД       | 2. априла 2024  | На дужности  |
| Министар привреде                                  | Педро Реиз                     | ПСД       | 2. априла 2024  | На дужности  |
| Министар за рад, солидарност и социјално осигурање | Марија до Розарио Палма Рамало | Независан | 2. априла 2024  | На дужности  |
| Министар животне средине и енергетике              | Граца Карвало                  | ПСД       | 2. априла 2024  | На дужности  |
| Министар омладине и модернизације                  | Маргарида Балсеиро Лопез       | ПСД       | 2. априла 2024  | На дужности  |
| Министар пољопривреде и рибарства                  | Хосе Мануел Фернандез          | ПСД       | 2. априла 2024  | На дужности  |
| Министар културе                                   | Далила Родригез                | Независан | 2. априла 2024  | На дужности  |

## Политичке позиције
Лидер његове парламентарне групе између 2011. и 2015. године, бранио је имплементацију строгог програма економске штедње по договору Португала у замену за међународни финансијски баилоут.
Пред националне изборе 2024, Монтенегро је обећао потпуну приватизацију Air Portugal-а.

## Лични живот
Монтенегров надимак је био Ервилха ("Пеа") као дете за мале, округле фигуриране и зелене очи, док га је његова непосредна породица познавала по његовом средњем имену, Филипи. Учествовао је у фудбалској и одбојци на плажи и радио као спасилац као младић, касније заузео голф. У фудбалу подржава ФЦ Порто и С.Ц. Еспињо, тимове свог родног места и пребивалишта. Од маја 2022. ожењен је и има двоје деце.
Различити извори из 2012. године, укључујући веб страницу за проверу Полиграфо, одржавају да је Монтенегро у 2008. години примљен у Моцарт Лоџ, масонска ложа која садржи политичаре, привреднике и шпијуне. Монтенегро је 2019. године негирао да је слободни зидар.

### Контроверзе
У 2023. години, анонимна жалба послата је Португалском јавном тужилаштву у којој се наводи да је Монтенегро добио пореске предности одобрене за обнову старих зграда када је обавио потпуно рушење старе зграде и изградио нови на свом месту, у Еспињу. Касније је отворена криминална истрага.

## Изборна историја

### Избори за лидера ПСД-а, 2020
| Кандидат                  | Кандидат                | 1. круг | 1. круг | 2. круг | 2. круг |
| Кандидат                  | Кандидат                | Гласови | %       | Гласови | %       |
| ------------------------- | ----------------------- | ------- | ------- | ------- | ------- |
|                           | Руи Рио                 | 15.546  | 49,0    | 17.157  | 53,2    |
|                           | Луис Монтенегро         | 13.137  | 41,4    | 15.086  | 46,8    |
|                           | Микел Пинто Луз         | 3.030   | 9,6     |         |         |
| Празни/неважећи гласови   | Празни/неважећи гласови | 369     | –       | 341     | –       |
| Излазност                 | Излазност               | 32.082  | 79,01   | 32.582  | 80,20   |
| Извор: Званични резултати |                         |         |         |         |         |

### Избори за лидера ПСД-а, 2022
| Кандидат                  | Кандидат                | Гласови | %     |
| ------------------------- | ----------------------- | ------- | ----- |
|                           | Луис Монтенегро         | 19.241  | 72,5  |
|                           | Хорхе Мореира да Силва  | 7.306   | 27,5  |
| Празни/неважећи гласови   | Празни/неважећи гласови | 437     | –     |
| Излазност                 | Излазност               | 26.984  | 60,46 |
| Извор: Званични резултати |                         |         |       |